# Albania na Letnich Igrzyskach Olimpijskich 2020
Albanię na Letnich Igrzyskach Olimpijskich 2020 w Tokio reprezentuje dziewięcioro zawodników. Jest to dziewiąty start reprezentacji Albanii na letnich igrzyskach olimpijskich.

## Skład reprezentacji

### Gimnastyka

#### Gimnastyka sportowa
Mężczyźni
| Zawodnik      | Konkurencja                 | Eliminacje | Eliminacje | Eliminacje | Eliminacje | Finał    | Finał     | Finał   | Finał   | Źródło |
| Zawodnik      | Konkurencja                 | Trudność   | Wykonanie  | Łącznie    | Miejsce    | Trudność | Wykonanie | Łącznie | Miejsce | Źródło |
| ------------- | --------------------------- | ---------- | ---------- | ---------- | ---------- | -------- | --------- | ------- | ------- | ------ |
| Matvei Petrov | Ćwiczenia na koniu z łękami | 6,500      | 8,233      | 14,733     | 10.        | NQ       | NQ        | NQ      | NQ      | [ 1 ]  |

### Judo
Mężczyźni
| Zawodnik       | Konkurencja | 1/32                         | 1/16             | 1/8              | Ćwierćfinał      | Półfinał         | Repasaże         | Finał/BM         | Finał/BM | Źródło |
| Zawodnik       | Konkurencja | Przeciwnik Wynik             | Przeciwnik Wynik | Przeciwnik Wynik | Przeciwnik Wynik | Przeciwnik Wynik | Przeciwnik Wynik | Przeciwnik Wynik | Pozycja  | Źródło |
| -------------- | ----------- | ---------------------------- | ---------------- | ---------------- | ---------------- | ---------------- | ---------------- | ---------------- | -------- | ------ |
| Indrit Cullhaj | - 66 kg     | Sancho Chinchila P (00 - 11) | NQ               | NQ               | NQ               | NQ               | NQ               | NQ               | NQ       | [ 2 ]  |

### Lekkoatletyka
Konkurencje biegowe
| Zawodniczka | Konkurencja                   | Eliminacje | Eliminacje | Finał    | Finał   | Źródło |
| Zawodniczka | Konkurencja                   | Rezultat   | Miejsce    | Rezultat | Miejsce | Źródło |
| ----------- | ----------------------------- | ---------- | ---------- | -------- | ------- | ------ |
| Luiza Gega  | Bieg na 3000 m z przeszkodami | 9:23,85    | 5.         | 9:34,10  | 13.     | [ 3 ]  |

Konkurencje techniczne
| Zawodnik      | Konkurencja | Eliminacje | Eliminacje | Finał    | Finał   | Źródło |
| Zawodnik      | Konkurencja | Rezultat   | Miejsce    | Rezultat | Miejsce | Źródło |
| ------------- | ----------- | ---------- | ---------- | -------- | ------- | ------ |
| Izmir Smajlaj | Skok w dal  | 7,86       | 18.        | NQ       | NQ      | [ 4 ]  |

### Pływanie
| Zawodnicy     | Konkurencja           | Eliminacje | Eliminacje | Półfinał | Półfinał | Finał | Finał   | Pozycja | Źródło |
| Zawodnicy     | Konkurencja           | Czas       | Miejsce    | Czas     | Miejsce  | Czas  | Miejsce | Pozycja | Źródło |
| ------------- | --------------------- | ---------- | ---------- | -------- | -------- | ----- | ------- | ------- | ------ |
| Kledi Kadiu   | 100 m stylem dowolnym | 51,65      | 5.         | NQ       | NQ       | NQ    | NQ      | 52.     | [ 5 ]  |
| Nikol Merizaj | 50 m stylem dowolnym  | 26,21      | 3.         | NQ       | NQ       | NQ    | NQ      | 42.     | [ 6 ]  |

### Podnoszenie ciężarów
| Zawodnik       | Konkurencja | Rwanie | Rwanie  | Podrzut | Podrzut | Razem | Pozycja | Źródło |
| Zawodnik       | Konkurencja | Wynik  | Pozycja | Wynik   | Pozycja | Razem | Pozycja | Źródło |
| -------------- | ----------- | ------ | ------- | ------- | ------- | ----- | ------- | ------ |
| Briken Calja   | 73 kg       | 151    | 7.      | 190     | 4.      | 341   | 4.      | [ 7 ]  |
| Erkand Qerimaj | 81 kg       | 157    | 11.     | 181     | 9.      | 338.  | 9.      | [ 7 ]  |

### Strzelectwo
| Zawodnik        | Konkurencja                 | Kwalifikacje | Kwalifikacje | Finał | Finał   | Pozycja | Źródło |
| Zawodnik        | Konkurencja                 | Wynik        | Pozycja      | Wynik | Pozycja | Pozycja | Źródło |
| --------------- | --------------------------- | ------------ | ------------ | ----- | ------- | ------- | ------ |
| Manuela Delilaj | Pistolet pneumatyczny, 10 m | 565          | 37.          | NQ    | NQ      | 37.     | [ 8 ]  |
| Manuela Delilaj | Pistolet sportowy, 25 m     | 556          | 44.          | NQ    | NQ      | 44.     | [ 9 ]  |